# Jassim Bin Hamad Stadium

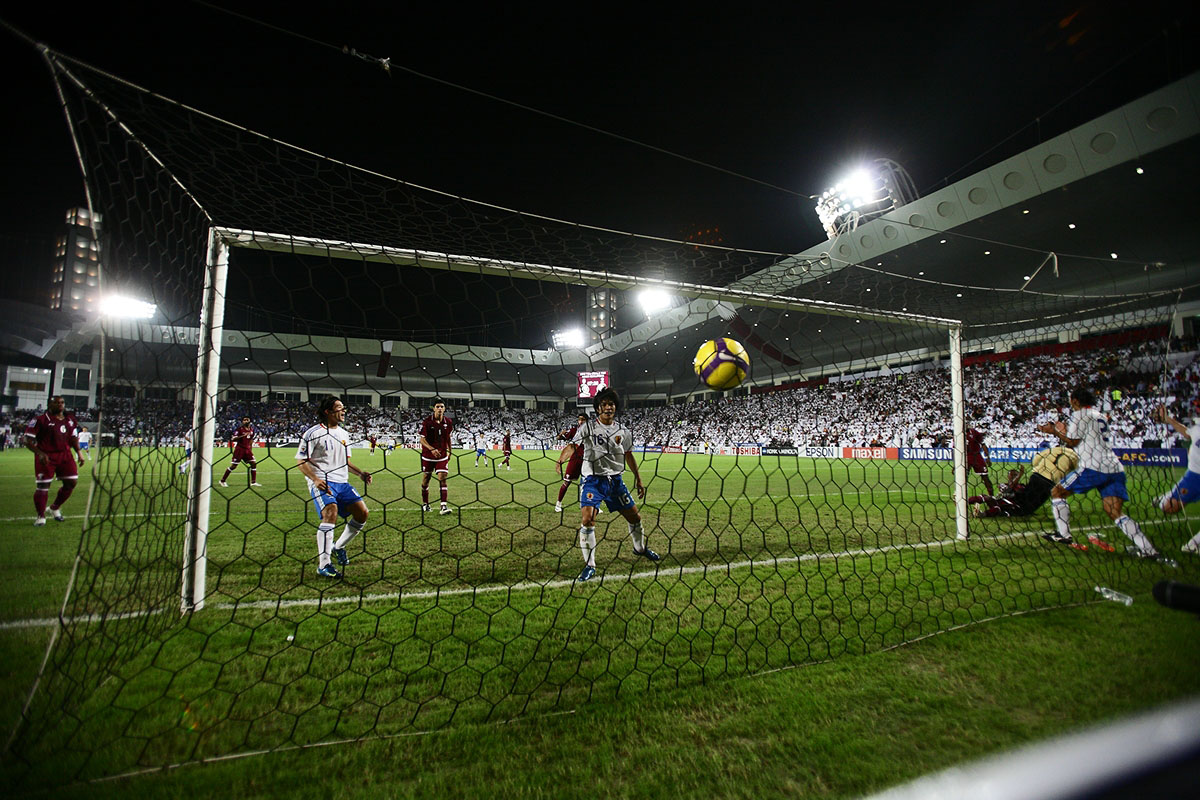
Mecz eliminacji do MŚ 2010 pomiędzy Katarem, a Japonią 19 listopada 2008 roku

Jassim Bin Hamad Stadium (Al-Sadd Stadium, arab. ملعب جاسم بن حمد) – stadion piłkarski w Dosze, stolicy Kataru. Jego pojemność wynosi 17 000 widzów, z czego 3 000 stanowią miejsca dla VIP-ów. Jest w pełni zadaszony oraz klimatyzowany. 

## Historia
Został otwarty w 1974 roku, w roku 2004 dokonano jego kompletnej przebudowy, a w latach 2009–10 modernizacji. Swoje mecze na obiekcie rozgrywa klub Al-Sadd, gra na nim również reprezentacja Kataru. Na stadionie odbywały się mecze w ramach Pucharu Narodów Arabskich 1998 (wszystkie spotkania oprócz finału i meczu o 3. miejsce), 17. edycji Pucharu Zatoki Perskiej (w tym finał), turnieju piłkarskiego na Igrzyskach Azjatyckich 2006 (w tym również finał), Pucharu Azji 2011 oraz Pucharu Azji Zachodniej 2014 (w tym finał).